# Arcnet hálózatok

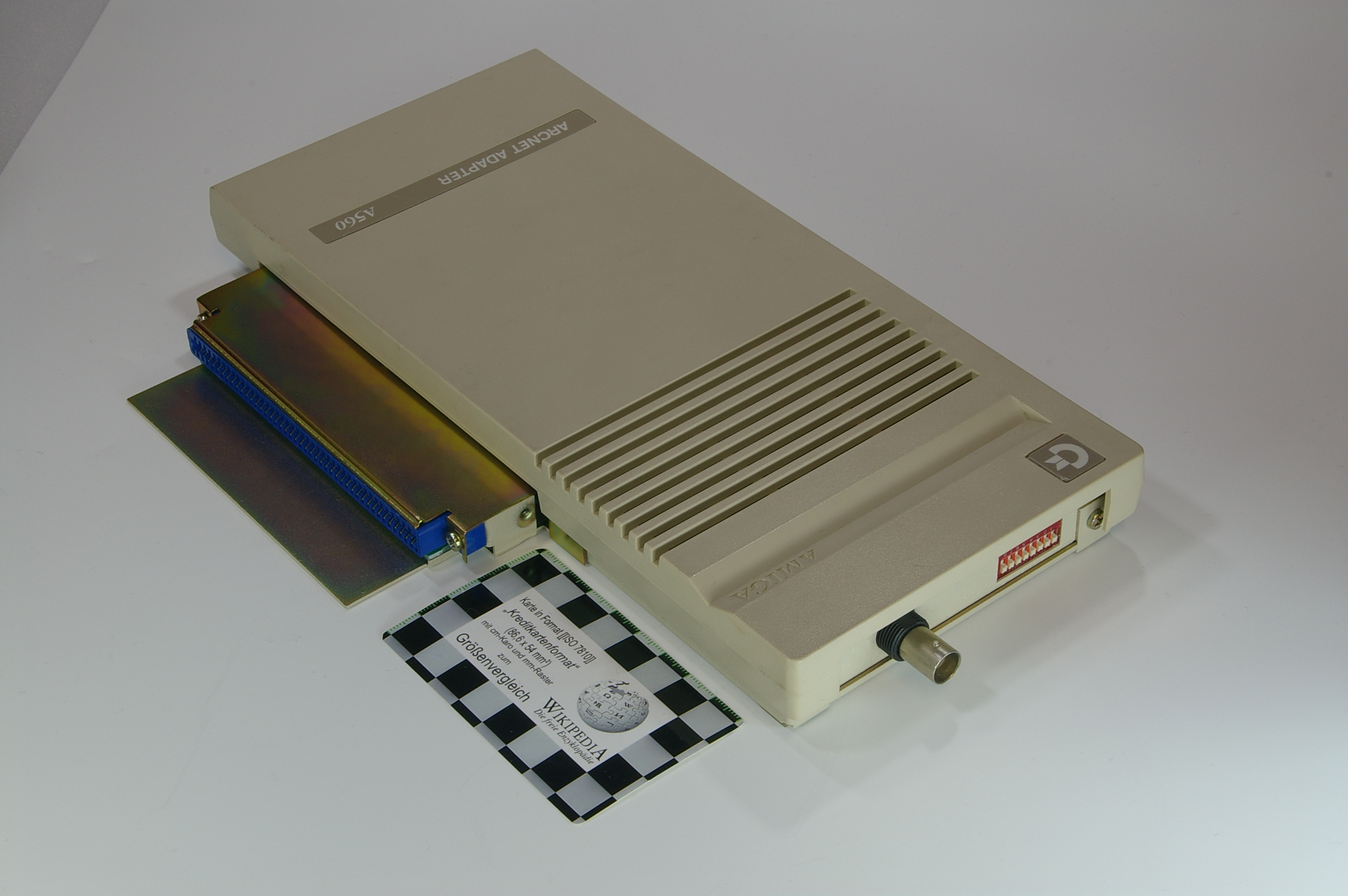
Amiga A560 ARCNET adapter Amiga 500 számítógéphez.

Az Attached Resource Computer NETwork (ARCNET vagy ARCnet) egy kommunikációs protokoll helyi hálózatokhoz. Az ARCNET volt az első széles körben elérhető hálózati rendszer mikroszámítógépekhez; az 1980-as években vált népszerűvé az irodai automatizálási feladatokban. Később beágyazott rendszerekben is alkalmazták, a protokoll néhány előnyös, a területen jól kihasználható tulajdonsága miatt.

## ARCNET hálózatok
Az ArcNet volt a gyártóspecifikus megoldások (DECnet, SNA) után az első olyan kereskedelembe került hálózat, amely eltérő gyártók eszközeinek összekötését tette lehetővé. Az ArcNet hálózatot a Datapoint 1977-ben jelentette be.  
Az ARCNET hálózatokat az egyszerű kiépítési lehetőségei, és a viszonylag alacsony ára tette elterjedtté. Építőelemei a vezetékek, csatlakozódugók, az elosztók (HUB-ok), amelyeknek két típusa van, az aktív és a passzív HUB (középpont). Az aktív elosztóban van még egy erősítő is, ami az elektromos jeleket erősíti fel, így azok több munkaállomás használata esetén is biztonsággal eljutnak a végpontokhoz. Az elosztóknak is több fajtája van attól függően, hogy mennyi hálózati szálat lehet ráfűzni. A passzív elosztó csak ellenállásos osztással osztja le a jeleket a végpontok felé, így az ilyen elosztásokra köthető munkaállomások száma is korlátozott, hiszen minél több számítógép van egy passzív elosztóra kötve, annál gyengébb lesz az elektromos jel a munkaállomás és a fájlszerver között. így a hálózatokat mindig egyedileg kell megtervezni, és be kell tartani a tervezésnél az előírt maximális távolságokat, valamint az elosztások lehetőségeit.

## Topológiájuk
Az eredeti ARCnet hálózat az L1 fizikai rétegben 93 Ω-os  RG-62/U koax kábelt használt. 
Ezeknek az elemeknek a felhasználásával építhető a soros (Bus) rendszerű hálózat, és a csillag (Star) rendszerű hálózat. A csillag hálózatokban minden számítógép egy aktív vagy egy passzív elosztóra van kötve. Az elosztók számát, és a számítógépek csatlakozási helyét az adott helyi távolságok határozzák meg. Soros kiépítésnél az aktív elosztóról leágazó szálakra csatlakoznak "T" elosztókkal a munkaállomások. Mindkét hálózatnak vannak előnyei és hátrányai, aminek megfelelő mérlegelése alapján kell dönteni a választott típus mellett. A munkaállomások számítógépeiben van a hálózati kártya, amiket a különböző vezetékelések összekötnek. Ezeknek a kártyáknak több típusa létezik, de még azonos típuson belül is többfajta van. Egy hálózaton belül, de legalábbis egy szálon (soros vonalon) belül nem célszerű többfajta kártyát használni, mert az működési hibákhoz vezethet.

## A hálózati munkaállomások címei
Ha mindegyik számítógépben ugyanolyan beállítású hálózati kártya van, a rendszer nem tud különbséget tenni a munkaállomások között. Erre szolgál a hálózati kártyák egyedileg beállítható címe (Ez a cím az ethernet kártyák MAC címének felel meg). Ezt a címet a hálózati kártyán lévő nyolc kapcsolóból álló kapcsolósor segítségével állíthatjuk be. A szerverben lévő kártya címe általában 1 vagy több szerver esetén egy 1-10 -ig terjedő szám. A munkaállomások címe pedig ebben az esetben, egy 10 és 255 közé eső szám lehet. 

## A címek kiválasztása
A címek kiválasztásánál csak azt a két szempontot kell figyelembe venni, hogy két munkaállomásnak ne legyen azonos címe, és valamilyen rendszerben legyenek a címek elosztva, nem pedig össze-vissza. Ez utóbbi ugyanis az újabb munkaállomások üzembe állításakor okozhat gondot, mert nem tudjuk, hogy milyen címre állítsuk be a kártyát, hogy "ne akadjon össze" egy másik munkaállomással.